# Irène Jacob
Pour les articles homonymes, voir Jacob (homonymie).
Ne doit pas être confondu avec Catherine Jacob.
Irène Jacob est une actrice franco-suisse, née le 15 juillet 1966 à Suresnes (Hauts-de-Seine).

## Biographie

### Jeunesse
Irène Jacob naît à Suresnes près de Paris. Fille du physicien Maurice Jacob, elle passe son enfance à Genève, en Suisse, où ses parents s'installent alors qu'elle n'a que 3 ans. Elle a trois frères. En Suisse, elle fréquente le Conservatoire de musique de Genève. Passionnée par le théâtre, elle revient à Paris en 1984, l'année de ses 18 ans. Elle doit sa première apparition au cinéma à Louis Malle qui lui confie le rôle d'une professeur de piano pour quelques scènes du film Au revoir les enfants en 1987. L'année suivante, Jacques Rivette la retient pour un petit rôle dans La Bande des quatre.

### Carrière
En 1991, Irène Jacob incarne l'héroïne de La Double Vie de Véronique de Krzysztof Kieślowski. Pour ce rôle, elle obtient le prix d'interprétation féminine à Cannes. Elle a alors 24 ans. En 1993, le réalisateur polonais lui confie le premier rôle féminin de Valentine de Rouge, le dernier volet de Trois couleurs. Elle y donne la réplique à Jean-Louis Trintignant et y côtoie Juliette Binoche et Julie Delpy, les héroïnes de Bleu et Blanc, dans la scène finale.
Malgré la reconnaissance de la critique, son début de carrière est consacré à des films confidentiels. Polyglotte[réf. nécessaire], Irène Jacob se construit, dans un second temps, une carrière internationale. C'est ainsi qu'elle joue sous la direction de Michelangelo Antonioni et Wim Wenders dans Par-delà les nuages en 1995, et obtient un rôle dans U.S. Marshals aux côtés de Tommy Lee Jones et Wesley Snipes. L'année suivante, elle apparait dans un film d'espionnage finlandais, Spy Games (en), en jeune et ambitieuse recrue du KGB. Par ailleurs, elle n'oublie pas le théâtre où elle concrétise quelques projets.
Sa filmographie est très éclectique allant du drame à la comédie en passant par les films d'action, sous la caméra de réalisateurs de toute nationalité, reconnus ou confidentiels.
Parallèlement à sa carrière de comédienne, elle a également chanté en duo avec, entre autres, Jeanne Cherhal, Vincent Delerm et avec l’Orchestre national de jazz. Irène Jacob est également la voix française de l'attraction Studio Tram Tour: Behind the Magic à Disneyland Paris, dans le parc Walt Disney Studios.
En 2011, Irène Jacob a sorti un album Je sais nager, composé avec son frère Francis Jacob, guitariste de jazz. Le duo est finaliste du premier prix Georges-Moustaki.
Le chanteur Jean-Luc Le Ténia lui a dédié une chanson intitulée Irène Jacob sur son album L'Amour et/ou la Poésie.
En 2019, elle publie son premier roman, Big Bang, chez Albin Michel.
Le 30 septembre 2021, Irène Jacob est élue à l'unanimité par le conseil d'administration de l'Institut Lumière, présidente de l'Institut Lumière de Lyon, succédant ainsi à Bertrand Tavernier, mort en mars 2021 et qui occupait le poste depuis 1982.

### Vie privée
Irène Jacob est mariée au comédien Jérôme Kircher depuis 2000. Ils sont les parents des comédiens Paul Kircher et Samuel Kircher.

## Filmographie

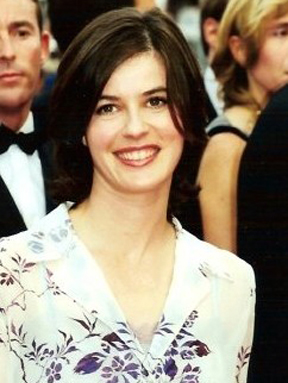
Irène Jacob au Festival de Cannes 1991.

### Cinéma
- 1987 : Au revoir les enfants de Louis Malle : Mademoiselle Davenne
- 1988 : La Bande des quatre de Jacques Rivette : Marine
- 1989 : Les Mannequins d'osier de Francis de Gueltzl : Marie
- 1990 : Erreur de jeunesse de Radovan Tadic : Anne
- 1990 : La Double Vie de Véronique de Krzysztof Kieślowski : Weronika / Véronique
- 1991 : Le Secret de Sarah Tombelaine de Daniel Lacambre : Sarah
- 1992 : Enak de Sławomir Idziak : Lucille Spaak
- 1993 : Claude de Cindy Lou Johnson : Beatrice de Lucio
- 1993 : La Passion Van Gogh (La Veillée) de Samy Pavel : Johanna
- 1993 : Le Jardin secret (The Secret Garden) d'Agnieszka Holland : Lilias Craven, la mère de Mary
- 1993 : La Prophétie / La Prédiction (Predskazaniye) de Eldar Riazanov : Lyuda
- 1994 : Le Moulin de Daudet de Samy Pavel : Madame Daudet
- 1994 : Trois Couleurs : Rouge de Krzysztof Kieślowski : Valentine
- 1995 : All Men Are Mortal d'Ate de Jong : Regina
- 1995 : Fugueuses de Nadine Trintignant : Prune
- 1995 : Othello d'Oliver Parker : Desdémone
- 1995 : Par-delà les nuages de Michelangelo Antonioni et Wim Wenders : la fille
- 1996 : Victory de Mark Peploe : Alma
- 1997 : Incognito de John Badham : Marieke Van Den Broeck
- 1998 : Cuisine américaine de Jean-Yves Pitoun : Gabrielle Boyer
- 1998 : U.S. Marshals de Stuart Baird : Marie
- 1998 : Jack's Potes (court métrage) d'Eric Theobald
- 1999 : History is Made at Night (Spy Games (en)) d'Ilkka Järvi-Laturi (en) : Natasha Scriabina / Anna Belinka
- 1999 : My Life So Far de Hugh Hudson : Tante Héloïse
- 1999 : Les Rênes du pouvoir (The Big Brass Ring) de George Hickenlooper : Cela
- 1999 : Cuisine chinoise (court métrage) de Frédérique Feder : Patricia
- 2000 : L'Affaire Marcorelle de Serge Le Péron : Agneska
- 2000 : Londinium de Mike Binder : Fiona Delgrazia
- 2000 : The Pornographer, A Love Story d'Allan Wade : Anna
- 2002 : Mille Millièmes, fantaisie immobilière de Rémi Waterhouse : Julie
- 2003 : La Légende de Parva de Jean Cubaud : la mère de Parva (voix)
- 2004 : Automne de Ra'up McGee : Michelle
- 2004 : Nouvelle-France de Jean Beaudin : Angélique de Roquebrune
- 2006 : The Life of Bob (court métrage) de Jane Spencer
- 2006 : L'Éducation d'une fée (La Educación de las hadas) de José Luis Cuerda : Ingrid
- 2006 : La Vie intérieure de Martin Frost (The Inner Life of Martin Frost) de Paul Auster : Claire Martin
- 2007 : Nessuna qualità agli eroi de Paolo Franchi : Anne
- 2007 : Faits divers (court métrage) de Bill Barluet : Anne
- 2008 : La Poussière du temps de Theo Angelopoulos : Eleni
- 2009 : Les Beaux Gosses de Riad Sattouf : la mère d'Aurore
- 2009 : Les Yeux de Simone (court métrage) de Jean-Louis Porchet : elle-même
- 2011 : Rio Sex Comedy de Jonathan Nossiter : Irène
- 2013 : Salaud, on t'aime de Claude Lelouch : Printemps Kaminsky
- 2014 : L'Art de la fugue de Brice Cauvin : Mathilde
- 2014 : La Sentinelle (Dying of the Light) de Paul Schrader : Michelle Zubarain
- 2015 : Arnaud fait son deuxième film d'Arnaud Viard : Chloé Artaud
- 2015 : Ella Maillart - Double Journey (court métrage) de Mariann Lewinsky et Antonio Bigini : Ella Maillart (voix)
- 2015 : Sayonara (Sayônara) de Kôji Fukada
- 2016 : Deux escargots s'en vont (court métrage) de Jean-Pierre Jeunet et Romain Segaud : (voix)
- 2016 : Éternité de Trần Anh Hùng : la mère de Gabrielle
- 2016 : La Habitacion (film collectif) : Angela
- 2017 : Home Away from Home (court métrage) de Yukinori Makabe : l'auteure
- 2019 : À cause des filles..? de Pascal Thomas : Eliane
- 2020 : Villa Caprice de Bernard Stora : Nancy Fontaine
- 2020 : La Ballade des cœurs perdus (it) (Guida romantica a posti perduti) de Giorgia Farina : Brigitte
- 2020: Les Dominos (court métrage) de Jonathan Millet : Irène
- 2023 : Le Voyage en pyjama de Pascal Thomas : Florence
- 2024 : Shikun d'Amos Gitaï : elle-même
- 2024 : Rendez-vous avec Pol Pot de Rithy Panh  : Irène, la journaliste
- 2024 : Comme le feu de Philippe Lesage : Hélène
- 2024 : Hôtel Silence de Léa Pool : Kristina, reporter de guerre
- 2024 : Pourquoi la guerre d'Amos Gitaï
- 2025 : Vie privée de Rebecca Zlotowski : Vera
- 2026 : Maigret et le mort amoureux de Pascal Bonitzer : Mme Maigret

### Télévision
- 2001 : Léaud l'unique (téléfilm) de Serge Le Péron
- 2002 : Lettre d'une inconnue (téléfilm) de Jacques Deray : Rose
- 2003 : Nés de la mère du monde (téléfilm) de Denise Chalem : Clara Sidowski
- 2009 : Déchaînées (téléfilm) de Raymond Vouillamoz : Aurore
- 2012 : La Solitude du pouvoir (téléflim) de Josée Dayan : Laurence
- 2013 : Le Clan des Lanzac (téléfilm) de Josée Dayan : Valérie Lanzac
- 2015 : Boulevard du Palais (série télévisée) de Christian Bonnet, épisode Pour oublier : Hélène Casal
- 2016 : Capitaine Marleau (série télévisée) de Josée Dayan, saison 1, épisode 3 Les Mystères de la foi : Sœur Maryse
- 2016 : The Affair (série télévisée) de Sarah Treem et Hagai Levi, saison 3 : Juliette Le Gall
- 2016 : The Collection (série télévisée) de Dearbhla Walsh et Dan Zeff : Marianne
- 2018 : Patrick Melrose (mini-série) d'Edward Berger, épisode 3 Some Hope : Jacqueline D'Alantour
- 2019 : The OA (série télévisée) de Brit Marling et Zal Batmanglij,saison 2 : Elodie
- 2022 : The Fear Index (série télévisée), deux épisodes : Docteur Polidori
- 2022 : 50 nuances de Grecs (série télévisée) de Jul, saison 3, épisodes 13 Une famille en nord et 14 Mythologie : Irénée (voix)
- 2023 : Septième ciel (série télévisée) de Clémence Azincourt : Isabelle
- 2023 : Liaison (série télévisée) de Stephen Hopkins : Sophie Saint-Roch
- 2024 : Capitaine Marleau (série télévisée) de Josée Dayan, saison 4, épisode 12 L'Ami français : Elisa
- 2025 : Intraçables (série télévisée) de Louis Farge et Luc Walpoth : Josèphe

## Théâtre
- 1987 : Un rêve excellent, mise en scène Michèle Venard
- 1988 : Fenêtre Sur La 80e Rue, mise en scène Éric de Dadelsen
- L'Étourdissante Performance de Julio Cortázar, mise en scène Philippe Duchesnay
- 1991 : Le Misanthrope de Molière, mise en scène Christian Rist
- Concert Au Lincoln Center (New-York) : récitante avec l’orchestre St-Lukes, sous la direction de Robert Craft
- Perséphone, Igor Stravinsky
- 1992 : Les Chansons de Bilitis, Claude Debussy
- 2000 : Résonances de Katherine Burger, mise en scène Irina Brook, théâtre de l'Atelier
- L’étourdissante Performance de Berthe Trepat, pianiste médaille d’or (Reprise), mise en scène Jérôme Kircher
- 2001 : Madame Melville, mise en scène Richard Nelson
- 2002 : La Mouette d'Anton Tchekhov, mise en scène Philippe Calvario, théâtre national de Bretagne, théâtre des Célestins, tournée
- 2002 : Jeanne au bûcher de Arthur Honegger, mise en scène Danièle Abbado
- 2003 : Cinq Filles couleur pêche d'Alan Ball, mise en scène Yvon Marciano, théâtre de l'Atelier
- 2004 : Les variations Darwin, mie en scène Jean-François Peyret, théâtre national de Chaillot
- 2005 : Je sais qu’il existe aussi des amours réciproques, mise en scène, Jérôme Kircher, théâtre des Bouffes-du-Nord et théâtre de l'Atelier
- 2008 : Rêve d'automne de Jon Fosse, mise en scène David Géry, théâtre de l'Athénée Louis-Jouvet
- 2010 : Je l'aimais d'Anna Gavalda, mise en scène Patrice Leconte, théâtre de l'Atelier
- 2012 : Les Trous d'air , texte de Roland Topor, mis en musique par François Ripoche (Katerine, Francis et ses peintres), théâtre de l'Agora, scène nationale d'Évry et de l'Essonne
- 2013 : Tout va bien en Amérique, de Benoît Delbecq et David Lescot, théâtre des Bouffes-du-Nord
- 2019 : Retour à Reims, mise en scène Thomas Ostermeier, d'après l'essai éponyme de Didier Eribon paru en 2009[6]
- 2021 : Où es-tu ?, création de Keren Ann et Irène Jacob, mise en scène Joëlle Bouvier

## Doublage
- 2012 : Carnage de Roman Polanski : Nancy Cowan (Kate Winslet) (version francophone)

## Livres audio
- 2009 : Aimez-vous Brahms…, de Françoise Sagan, éditions Thélème
- 2011 : Le Journal d'Anne Frank d'Anne Frank, Audiolib
- 2011 : Le Bal d'Irène Némirovsky, Audiolib
- 2013 : Certaines n'avaient jamais vu la mer, de Julie Otsuka, Audiolib
- 2014 : Esprit d'hiver, de Laura Kasischke, Audiolib
- 2021 : Retour à Reims, de Didier Eribon, Audiolib

## Discographie
- Je sais nager (2011) CD
- En bas de chez moi (2016) CD

## Distinctions

### Décorations
- 2009 :  Chevalier de l'ordre national du Mérite[7]
- 2019 :  Officier de l'ordre national du Mérite[8]

### Récompenses
- Festival de Cannes 1991 : Prix d'interprétation féminine pour La Double Vie de Véronique ;
- Académie Charles-Cros 2016 : Coup de cœur Jeune Public printemps avec Carl Norac pour Les saisons[9],[10] ;
- 77e Festival de Locarno 2024 : Leopard Club Award, pour sa carrière d'actrice.

### Nominations
- César 1992 : meilleure actrice pour La Double Vie de Véronique
- César 1995 : meilleure actrice pour Trois Couleurs : Rouge
- Baftas 1995 : meilleure actrice pour Trois couleurs : Rouge

### Participations événementielles
- 1993 : marraine du Prix de la jeunesse
- 2002 : jurée au Festival du cinéma américain de Deauville
- 2004 : présidente du jury au Festival du cinéma de Brive
- 2007 : présidente du jury au Festival international du film de Locarno
- 2010 : jurée au Festival international du film de Marrakech
- 2015 : jurée dans la section Œil d'or au Festival de Cannes 2015
- 2015 : jurée au Festival du film francophone d'Angoulême